# Noah Cyrus
Noah Lindsey Cyrus (Nashville, 8 de janeiro de 2000) é uma atriz e cantora norte-americana. Seu primeiro papel foi aos 3 anos de idade, interpretando "Gracie Hebert" em 6 episódios da série Doc. Ela fez uma participação especial em dois episódios da série Disney Channel The Emperor's New School.
Ela apareceu dançando no filme, Hannah Montana: The Movie e fez 6 participações pequenas em Hannah Montana, série original da Disney Channel. Noah Cyrus já participou de vários comerciais de televisão e apareceu no videoclipe de seu pai Billy Ray Cyrus. Foi a voz da personagem principal no filme Ponyo: Uma Amizade Que Veio ao Mar, filme de animação japonesa, no qual cantou a música tema do filme, junto com o Frankie Jonas. Quando fala em entrevistas, ela diz que se inspirou em sua irmã, Miley Cyrus, na carreira de atriz e cantora. Em 2016, Noah anunciou sua carreira na música e rumores sobre contratos com gravadoras que chegavam a valores de 250 mil dólares para a produção de seu primeiro álbum chegaram a internet. No dia 15 de novembro, do mesmo ano, Noah lançou oficialmente seu primeiro single, a canção intitulada "Make Me (Cry)" com participação do cantor Labrinth.

## Família
Noah Cyrus é a filha mais nova de Billy Ray Cyrus e de sua esposa, Letícia Tish Cyrus. Ela tem 5 irmãos ao total, dois deles são filhos do casamento de seus pais, sendo eles, a cantora Miley Cyrus e o Braison Cyrus, e mais três meios-irmãos: Christopher Cody, que nasceu de um relacionamento anterior de seu pai, Brandi Cyrus e Trace Cyrus que são filhos de sua mãe, Letícia Tish.

## Primeiro Single - 2016
Noah Cyrus lançou seu primeiro single denominado "Make Me (Cry)" no dia 15 de novembro e em apenas 5 dias passou de 1 milhão e 400 visualizações no YouTube, no Spotify passou de 1 milhão de streams. A música é uma produção britânica assinada pela própria Noah e pelo cantor e produtor Labrinth. Exatamente uma semana depois do lançamento da canção, no dia 22, Noah liberou o videoclipe da mesma. Dirigido pela cineasta britânica Sophie Muller, o videoclipe alcançou 1 milhão de visualizações em menos de 24 horas e atualmente, já passa de 100 milhões de views.
Em 15 de maio de 2020, lançou segundo EP chamado "The End of Everything", o primeiro single do EP é July lançado no dia 31 de julho de 2019. O projeto conta com 8 faixas.  

## Filmografia

### Cinema
| Ano  | Título                                                      | Personagem         | Notas         |
| ---- | ----------------------------------------------------------- | ------------------ | ------------- |
| 2008 | Hannah Montana and Miley Cyrus: Best of Both Worlds Concert | Ela mesma          | Não creditada |
| 2008 | Mostly Ghostly                                              | Criança fantasiada |               |
| 2009 | Hannah Montana: The Movie                                   | Ela mesma          | Não creditada |

### Televisão
| Ano       | Título                   | Personagem              | Notas                   |
| --------- | ------------------------ | ----------------------- | ----------------------- |
| 2002-2004 | Doc                      | Gracie Hebert           | 9 episódios             |
| 2006-2010 | Hannah Montana           | Vários                  | 7 episódios             |
| 2007      | The Emperor's New School | Criança na multidão     | Episódio: "Guaka Rules" |
| 2014      | Take 2                   | Deb / Adamley / Allison | 3 episódios             |
| 2021      | American Horror Stories  | Connie                  | Episódio: "Game Over"   |

## Discografia

### EP's
| Título                                                                                  | Detalhes | Posição em paradas musicais | Posição em paradas musicais | Posição em paradas musicais | Posição em paradas musicais |
| Título                                                                                  | Detalhes | US                          | US Heat                     | CAN                         | UK Down                     |
| --------------------------------------------------------------------------------------- | --- | --------------------------- | --------------------------- | --------------------------- | --------------------------- |
| Good Cry                                                                                | - Lançado em: 21 de Setembro de 2018 - Gravadora: RECORDS, Columbia - Formatos: CD, download digital, streaming | —                           | 13                          | —                           | —                           |
| The End Of Everything                                                                   | - Lançado em: 15 de Maio de 2020 - Gravadora: RECORDS, Columbia - Formatos: CD, download digital, streaming     | 124                         | 1                           | 45                          | 88                          |
| "—" indica que o EP não foi incluído nas paradas ou não foi distribuído naquela região. | |                             |                             |                             |                             |

### Singles
| Título                                                                                        | Posição em paradas músicais | Posição em paradas músicais | Posição em paradas músicais | Posição em paradas músicais | Posição em paradas músicais | Álbum                 |
| Título                                                                                        | EUA                         | BEL                         | HOL                         | SUE                         | UK                          | Álbum                 |
| --------------------------------------------------------------------------------------------- | --------------------------- | --------------------------- | --------------------------- | --------------------------- | --------------------------- | --------------------- |
| Make Me (Cry) (com Labrinth)                                                                  | 46                          | 20                          | 65                          | 20                          | 88                          | Singles solo          |
| Stay Together                                                                                 | —                           | —                           | —                           | —                           | —                           | Singles solo          |
| I'm Stuck                                                                                     | —                           | —                           | —                           | —                           | —                           | Singles solo          |
| Again (com XXXTentacion)                                                                      | —                           | —                           | —                           | —                           | —                           | Singles solo          |
| We Are... (com MØ)                                                                            | —                           | —                           | —                           | —                           | —                           | Singles solo          |
| Team (com MAX)                                                                                | —                           | —                           | —                           | —                           | —                           | Singles solo          |
| Lately (com Tanner Alexander)                                                                 | —                           | —                           | —                           | —                           | —                           | Singles solo          |
| Fuckyounoah (com London on da Track)                                                          | —                           | —                           | —                           | —                           | —                           | Singles solo          |
| Ghost                                                                                         | —                           | —                           | —                           | —                           | —                           | The End of Everything |
| I Got So High That I Saw Jesus                                                                |                             |                             |                             |                             |                             | The End of Everything |
| Liar                                                                                          |                             |                             |                             |                             |                             | The End of Everything |
| Lonely                                                                                        | —                           | —                           | —                           | —                           | —                           | The End of Everything |
| Young & Sad                                                                                   |                             |                             |                             |                             |                             | The End of Everything |
| July                                                                                          | —                           | —                           | —                           | —                           | —                           | The End of Everything |
| Wonder Years (com Ant Clemons)                                                                |                             |                             |                             |                             |                             | The End of Everything |
| The End Of Everything                                                                         |                             |                             |                             |                             |                             | The End of Everything |
| All Three                                                                                     |                             |                             |                             |                             |                             | Single Solo           |
| "—" indica que a gravação não foi incluída nas paradas ou não foi distribuída naquela região. |                             |                             |                             |                             |                             |                       |